# СТАБЕКС
СТАБЕКС (STABEX) — Система стабилизации доходов от экспорта стран Африки, бассейна Карибского моря и Тихого океана, принятая в первой Ломейской конвенции. С помощью системы СТАБЕКС ЕС гарантирует государствам АКТ определённый уровень экспорта сырьевых товаров. Кроме того в системе заложен также механизм компенсации потерь вследствие из-за изменения конъюнктуры мирового рынка тем государствам, экономика которых зависит от экспорта небольшой номенклатуры сырьевых ресурсов.
Система «Стабекс» применяется к 12 группам товаров. Это в основном сельскохозяйственных товары: арахисовые, какао, хлопок, кокосовые, продукты пальм, кожи, древесина, чай, и другие. 
При этом должны быть соблюдены два условия: доля товара в экспорте страны АКТ за предыдущий год должна быть не менее 5%, объем экспорта в ЕС данного товара не может быть уменьшен более чем на 4,5% против согласованного уровня.
Система предусматривала создание денежного фонда за счет средств Европейского фонда развития ЕС. 